# 合景悠活
合景悠活集團控股有限公司（港交所：3913）成立於2020年，是地產商合景泰富旗下從事物業管理服務的公司，主要業務為在中國提供物業管理服務。
2020年10月，合景悠活在香港進行公開招股，招股價最終訂在7.89港元，集資30億港元。合景悠活引入了8名基石投資者，包括高瓴資本、Orchid China and LMA SPC、嘉實國際、雪湖資本、Valliance、中國聯塑、OP Capital及Aspex，共認購1.2億美元的股份。合景悠活在10月30日上巿，收巿價為6.08港元，較招股價下跌22.94%。
2021年1月，合景悠活以13億元人民幣收購雪松智聯科技集團80%股權。
2021年6月，合景悠活以4.98億元人民幣收購上海申勤物業管理服務有限公司80%股權。

## 外部連結
- 合景悠活 （页面存档备份，存于）